# Judíos igbo
Los Judíos Igbo son miembros del pueblo Igbo de Nigeria que practican una forma de judaísmo. No son reconocidos o aceptados como Judíos por la comunidad Judía en general.

## Escrutinio histórico
Un temprano (y ampliamente influyente) argumento de un hombre Igbo, Olaudah Equiano, un esclavo liberado educado como cristiano, sugirió un origen migratorio de los Judíos Igbo. Remarcó en 1789 en su autobiografía que:
"la fuerte analogía que...parece prevalecer en las maneras y costumbres de mis compatriotas y aquellas de los Judíos, antes de que alcanzaran la Tierra Prometida y, particularmente, los patriarcas mientras estaban en un estado pastoral que es descrito en Génesis - una analogía, que por sí sola me induce a pensar que un pueblo se originó de otro." Para soporte autoritario,  da referencia al "Dr. Gill, quién, en su comentario sobre Génesis, muy hábil deduce el pedigrí de los africanos de Afer y Afra, los descendientes de Abraham....
Su ensayo desde entonces ha sido descartado como especulación. Historiadores críticos han revisado cuidadosamente la literatura histórica en África del Oeste durante el siglo XIX y principios del XX. Han aclarado las diversas funciones (bastante aparte de cuestiones de validez) que tales historias sirvieron para los escritores que las propusieron en varias épocas en el pasado colonial y postcolonial.
Conocimiento de fuentes más amplias y más autocríticas que las Bíblicas — de historiadores contemporáneos, arqueólogos, lingüistas históricos y otras disciplinas científicas — han argumentado en contra de estas afirmaciones. No hay dudad que los Judíos estuvieron presentes en el comercio del Sahara durante los primeros milenios d. C., pero la proposición que los Judíos estuvieron directamente envueltos con el pueblo Igbo es controversial.

## Investigaciones contemporáneas
Las comunidades nigerianas con prácticas judaicas han recibido ayuda de individuos israelíes y Judíos estadounidenses que trabajan en Nigeria. Judíos del exterior de Nigeria han fundado dos sinagogas en Nigeria, que son atendidas y mantenidas por Judíos Igbo. Debido a que no se ha hecho un censo formal en la región, el número de Igbos en Nigeria que se identifican como Judíos es desconocido. Actualmente hay 26 sinagogas de diversos tamaños. En 2008, un estimado de 30,000 Igbos practicaban alguna forma de judaísmo. Otros han citado una figura más conservadora de 3,000 a 5,000 Igbos practicando el judaísmo.
La preocupación principal de los Judíos Igbo es cómo ser parte del mundo judío, según el portavoz de la  "Sinagoga de Judíos Gihon" en Abuya, Príncipe Azuka Ogbukaa.

## Prácticas religiosas
Las prácticas religiosas de los Judíos Igbo incluyen la circuncisión ocho días después del nacimiento de un varón, observancia de las leyes kosher, separación de hombres y mujeres durante la menstruación, vestir el tallit y kippah y la celebración de vacaciones como Yom Kippur y Rosh Hashanah. En tiempos recientes, las comunidades han adoptado también festividades como el Hanukkah y Purim.